# Éditions Attila
Pour les articles homonymes, voir Attila (homonymie).
Les Éditions Attila sont une maison d'édition fondée en 2009, et disparue en 2013. La structure s'est alors scindée en deux entités indépendantes.

## Historique
La maison est fondée en 2009 à la suite de la rencontre entre Benoît Virot, qui collaborait à la revue Le Nouvel Attila, et de Frédéric Martin, qui travaillait aux Éditions Viviane Hamy. Dans une interview, les deux créateurs expliquent s'être rencontrés « autour de littératures rares, de livres oubliés ou graphiques ». Ils ont, entre autres, publié ou republié des ouvrages d'Edgar Hilsenrath, de Jean-Paul Clébert, de Roland Topor, de Ramón J. Sender, de Jacques Abeille.
En 2013, le catalogue de la maison compte une cinquantaine de titres. Les ouvrages se distinguent par leur qualité graphique.
Durant l'été 2013, les éditions Attila se scindent en deux entités indépendantes : Le Nouvel Attila et Le Tripode,.